# Tallinna FC Nikol
FC Nikol – estoński klub piłkarski z siedzibą w Tallinnie działający w latach 1992–1994.

## Historia
Chronologia nazw:
- 1992–1993: Nikol Tallinn
- 1993–1994: Nikol/Marlekor Tallinn

Klub FC Nikol założony został w 1992 roku na bazie klubu TVMK Tallinn. W sezonie 1992/93 debiutował w rozgrywkach Meistriliigi. W sezonie 1993/94 ponownie zdobył brązowe medale. Ale potem został rozwiązany. Na jego bazie został założony klub Lantana Tallinn.

## Sukcesy
- brązowy medalista Mistrzostw Estonii: 1992/93, 1993/94
- zdobywca Pucharu Estonii: 1992/93

## Europejskie puchary
Legenda do wszystkich tabel:
- Q – runda eliminacyjna, 1/16, 1/8, 1/4, 1/2 – odpowiednia faza rozgrywek, Grupa – runda grupowa, 1r gr – pierwsza runda grupowa, 2r gr – druga runda grupowa, F – finał, R – runda, PO – play-off
- k. – rzuty karne, los. – losowanie, Dogr. – dogrywka, w. – zasada bramek strzelonych na wyjeździe

| Sezon   | Rozgrywki                 | Runda | Klub          | Dom | Wyjazd | Ogólnie |
| ------- | ------------------------- | ----- | ------------- | --- | ------ | ------- |
| 1993/94 | Puchar Zdobywców Pucharów | 1Q    | Lillestrøm SK | 0–4 | 1–4    | 1–8     |